# Mathilde d’Aguilar
Mathilde d'Aguilar est une nouvelle écrite par Madeleine de Scudéry en 1667. Le récit de Mathilde exploite les personnages de Laure de Sade et Pétrarque, en mêlant idylle galante et intrigues de cour. Il s'agit de la seconde nouvelle de Scudéry, celle-ci se déroule dans l'Espagne du XIVe siècle et s'inscrit dans la mode de la galanterie de l'époque.

## Éditions
- Madeleine de Scudéry, Mathilde d'Aguilar, 1667 (réimpr. 2014, Slatkine reprints)

### Éditions modernes
- Madeleine de Scudéry (préf. Nathalie Grande), Mathilde, Paris, Éditions Honoré Champion, 31 mai 2002, 320 p. (ISBN 2745305905)